# Justin (album)
Justin è il quarto album in studio del rapper italiano Jesto pubblicato il 15 aprile 2016 dalla Maqueta Records.

## Descrizione
Il rapper ha pubblicato sulla sua pagina Facebook ufficiale il seguente post che spiega la realizzazione del disco: «È un disco autobiografico, dove mi metto a nudo, e racconto la mia vita, senza censure. È il mio album più maturo, dove fondo la pazzia dei "Supershalli" allo storytelling di Estremo, il buio de Il Jesto senso alla freschezza de Il mio primo e ultimo disco».
«È venuto fuori un album più profondo di come immaginassi quando iniziai a scriverlo. È stata dura "partorirlo". Ho dovuto fare i conti con il mio passato, dannato, il presente, focalizzato e il futuro, incerto. C'è dentro tutto: il dolore per la perdita di mio padre (con cui non ho mai avuto un buon rapporto), il bene che voglio a mia madre (a cui devo tutto), la sofferenza del grande amore perso (a cui ancora penso), la solitudine, il sesso come via di fuga, il disagio di essere come sono: vero, in un mondo falso. Racconto cose che non ho mai detto a nessuno, e le confido a voi, rappando. Lo amerete, vi farà sorridere, piangere, riflettere, dannare. Vi terrà compagnia quando vi sentirete soli, vi imparanoierà, ma vi aiuterà a superare momenti difficili, come lo è stato per me. È un album che ti cambia. Sarà un punto di svolta del mio percorso. E del vostro».

## Promozione
Il 5 aprile viene pubblicato il video del brano Puttantour con la regia di Gerardo "Dust" Marinari.
Il 22 aprile viene pubblicato quello per Crescendo, diretto da Tayio Yamanouchi, fratello di Jesto. Crescendo.

## Tracce
1. Puttantour – 3:52
2. Io sono – 3:09
3. Crescendo – 3:05
4. Anche oggi ho perso – 3:27
5. Scusa mamma – 3:39
6. Pazzo delay – 4:00
7. Volo solo – 2:54
8. Vaffanculo pensami – 2:53
9. Fuck Trap – 5:02
10. Papà – 3:07
11. La stronza & la sbronza – 2:54
12. La mia droga – 3:18
13. Non mi piace – 3:18
14. Se non ho te – 3:45

Tracce bonus nella Long Version
1. Karma istantaneo – 2:29
2. Hotel paranoia – 3:40
3. Grande! – 4:04
4. Quando l'inferno congelerà – 4:31

## Classifiche
| Classifica (2016) | Posizione massima |
| ----------------- | ----------------- |
| Italia            | 28                |